# Gymnohydnotrya australiana
Gymnohydnotrya australiana är en svampart som beskrevs av B.C. Zhang & Minter 1989. Gymnohydnotrya australiana ingår i släktet Gymnohydnotrya och familjen Discinaceae.   Inga underarter finns listade i Catalogue of Life.